# Douglas Aircraft Company

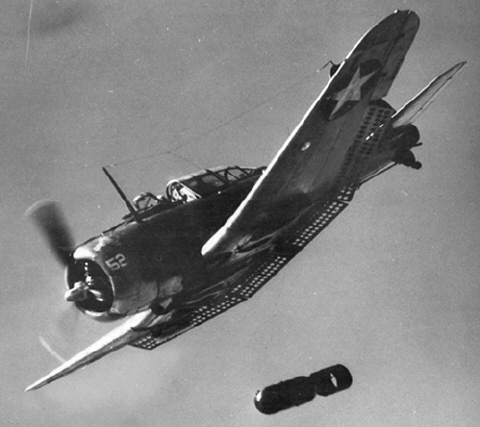
Douglas SBD Dauntless - podstawowy bombowiec nurkujący amerykańskiej marynarki wojennej początkowego okresu wojny na Pacyfiku i bitwy pod Midway, podczas której samoloty tego typu zatopiły wszystkie cztery japońskie lotniskowce.

Douglas Aircraft Company – amerykańska wytwórnia lotnicza założona w 1921 przez Donalda Willsa Douglasa w Santa Monica w Kalifornii po rozpadzie poprzedniej jego firmy Davis-Douglas Company.
Najsłynniejszą konstrukcją Douglasa był samolot transportowy serii DC (od  Douglas Commercial) o bardzo charakterystycznej sylwetce, DC-3, budowany także w wersji wojskowej jako C-47 Skytrain. Wiele z produkowanych przez Douglasa samolotów było użytkowanych niezwykle długo i nawet dziś wiele z nich wciąż jest wykorzystywanych. Wytwórnia Douglas zbudowała bardzo wiele maszyn dla amerykańskich sił zbrojnych, głównie dla US Navy.
Początkowo wytwórnia produkowała samoloty bombowo-torpedowe dla marynarki wojennej, opracowując jednocześnie inne ich odmiany, samoloty obserwacyjne i pocztowe. W ciągu pięciu pierwszych lat działalności wyprodukowano ponad 100 maszyn. Pod koniec lat 20. wytwórnia przeniosła się do nowych obiektów w Clover Field w Santa Monica, gdzie rozpoczęto konstruowanie wodnosamolotów. Nowy kompleks fabryczny był tak duży, że dostarczający przesyłki gońcy firmowi musieli używać wrotek. Pod koniec II wojny światowej firma Douglas posiadała fabryki w Santa Monica, El Segundo, Long Beach i Torrance w Kalifornii, w Tulsie i Midwest City w Oklahomie i w Chicago w stanie Illinois.
W 1934 wytwórnia Douglas skonstruowała samolot transportowy DC-2, poprzednik sławnego DC-3 z 1936 roku. Szeroka oferta produkowanych przez Douglas Aircraft samolotów obejmowała lekkie i średnie bombowce, myśliwce, samoloty transportowe, obserwacyjne i eksperymentalne. Podczas II wojny światowej połączył siły z dwoma innymi firmami tworząc BVD (Boeing-Vega-Douglas), mającą na celu wspólną produkcję bombowca B-17 Flying Fortress. Po zakończeniu wojny w zakładach Douglasa budowano inny samolot na licencji Boeinga B-47 Stratojet.
Poza samolotami Douglas Aircraft była pionierem także w innych dziedzinach jak konstrukcja foteli wystrzeliwanych, pocisków rakietowych klasy powietrze-powietrze, ziemia-powietrze i powietrze-ziemia, bomby oraz rakiet kosmicznych.
W 1967 wytwórnia próbowała rozszerzyć produkcję ze względu na duże zapotrzebowanie na samoloty pasażerskie czterosilnikowy DC-8 i dwusilnikowy DC-9, oraz samolot szturmowy A-4 Skyhawk. Problemy z utrzymaniem jakości produkcji oraz płynności finansowej doprowadziły do połączenia się z firmą McDonnell Aircraft Corporation i powstania McDonnell Douglas. W 1997 wytwórnia McDonnell Douglas została przejęta przez Boeinga, co zakończyło ponad 75-letnią działalność firmy Douglas. Ostatni skonstruowany pod starą marką samolot Boeing 717 będący pochodną DC-9 opuścił fabrykę w Long Beach w maju 2006 roku. Inna maszyna C-17 Globemaster III była produkowana do 2014.

## Konstrukcje firmy Douglas Aircraft

### Samoloty

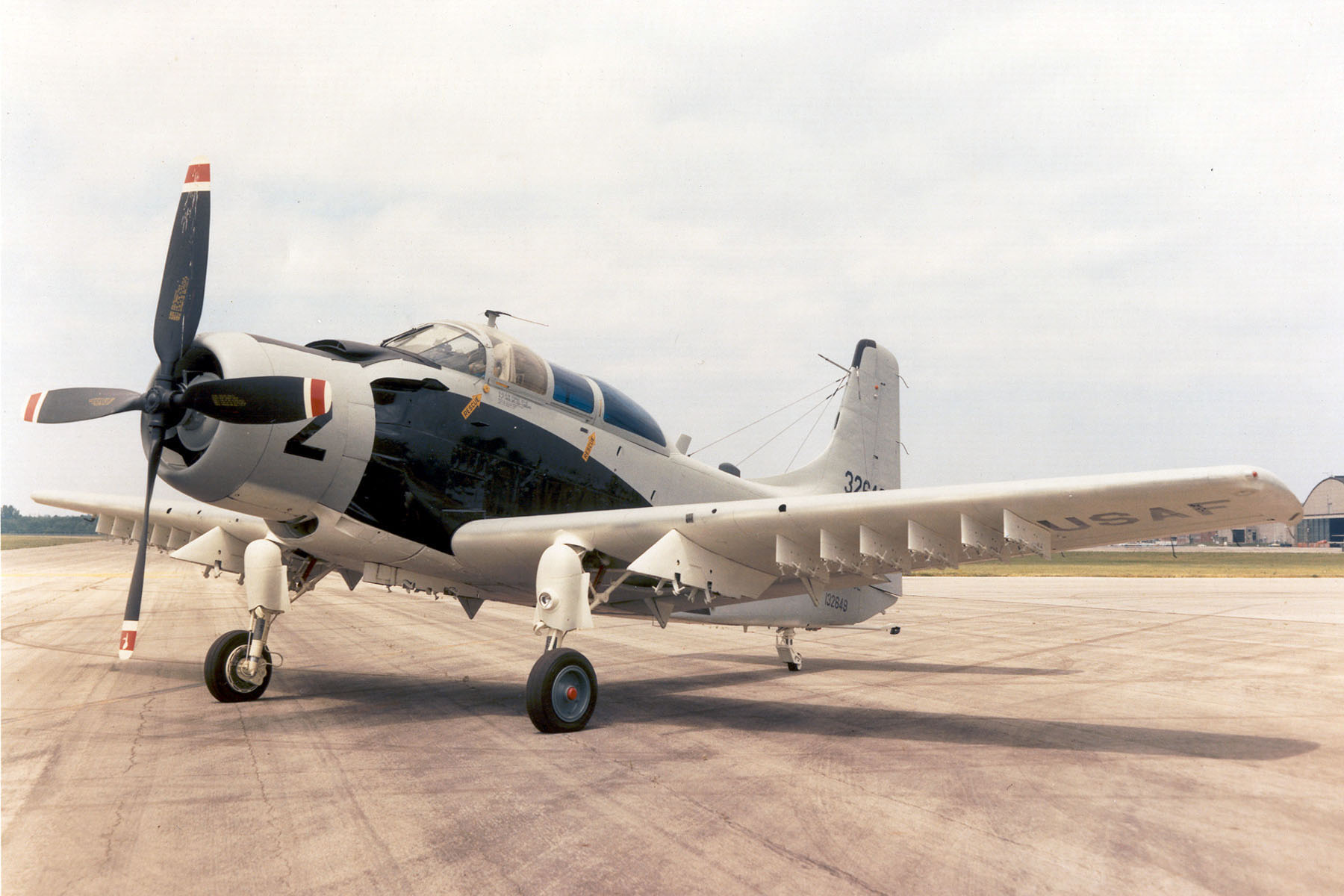
Douglas A-1 Skyraider

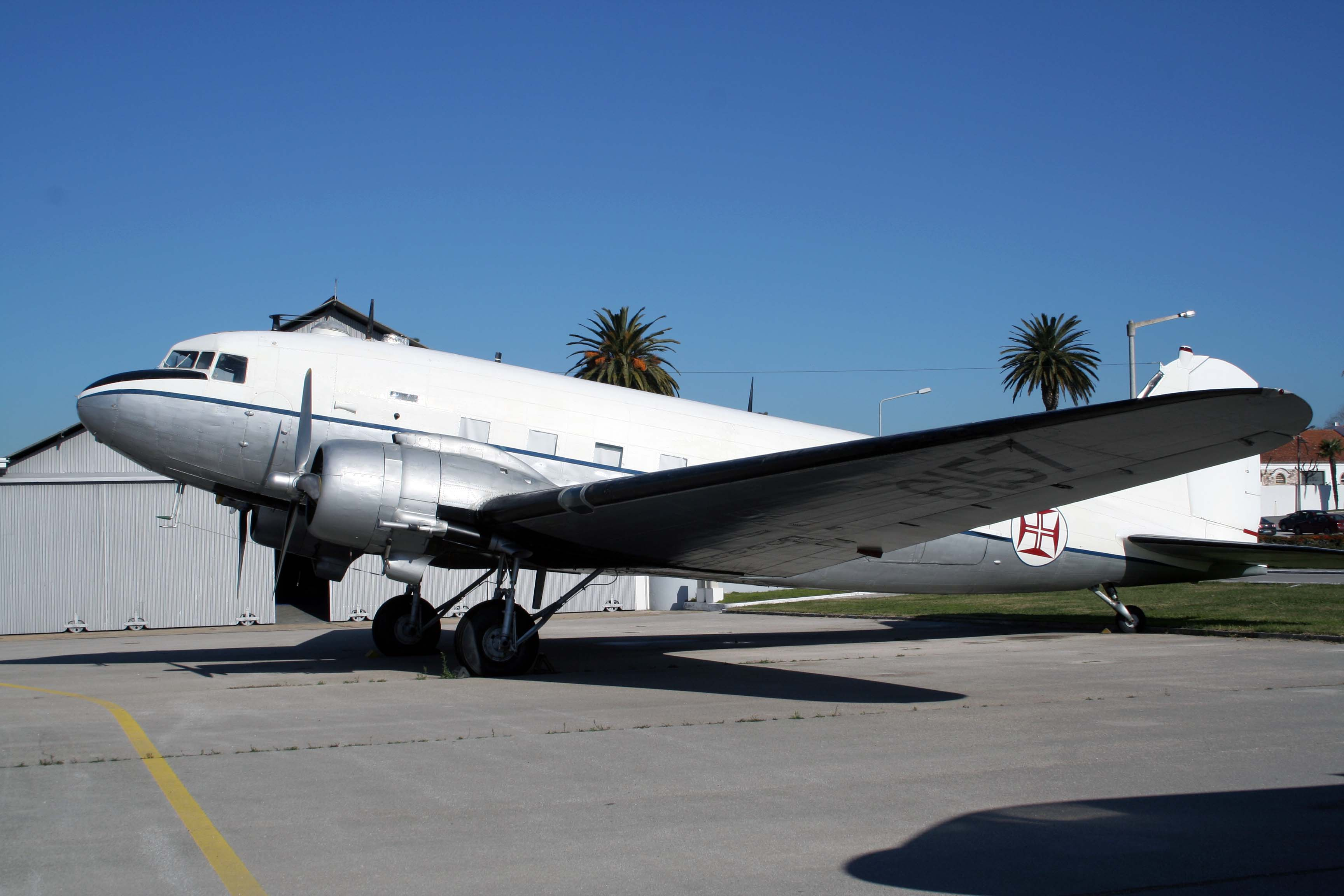
Douglas DC-3

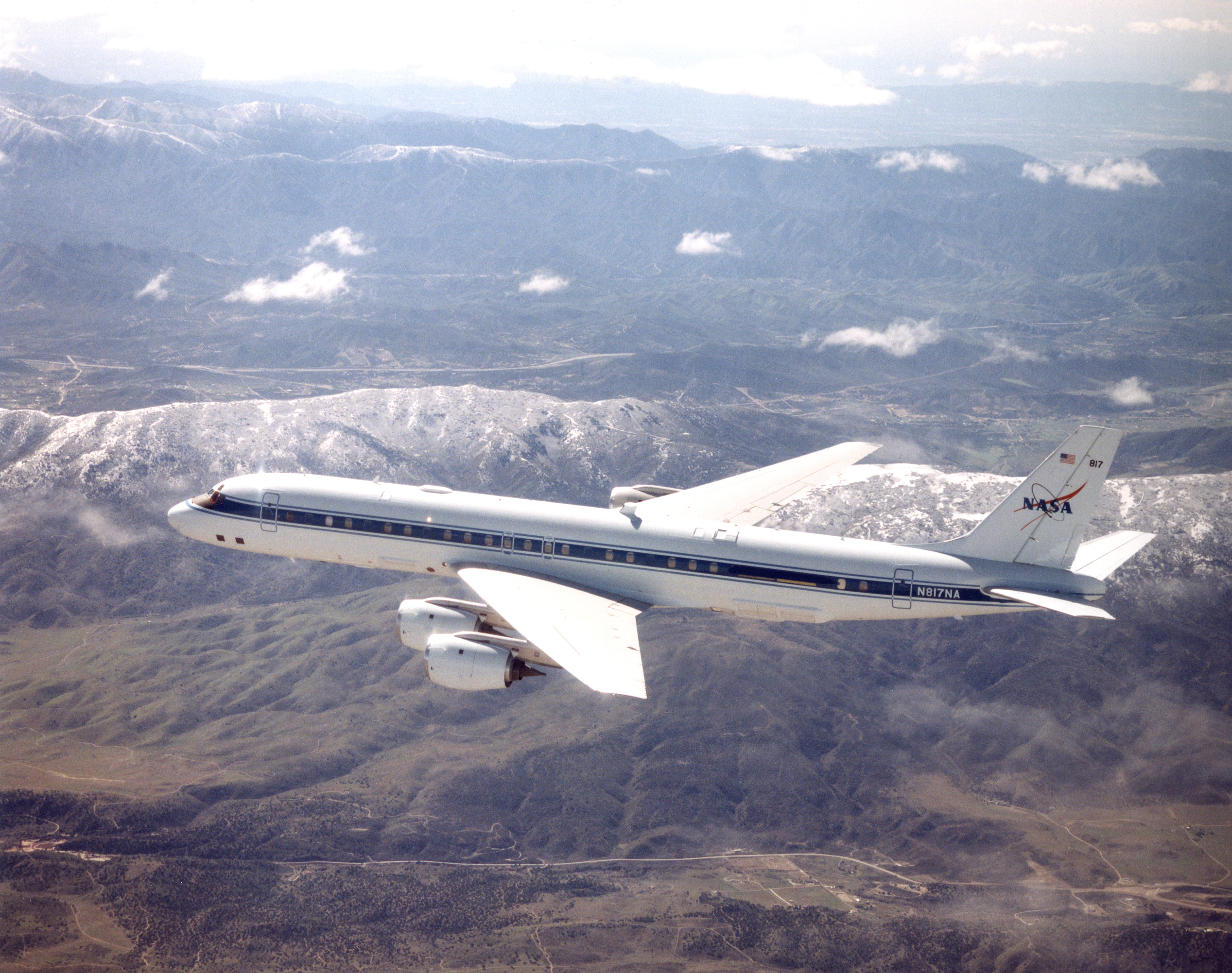
Douglas DC-8

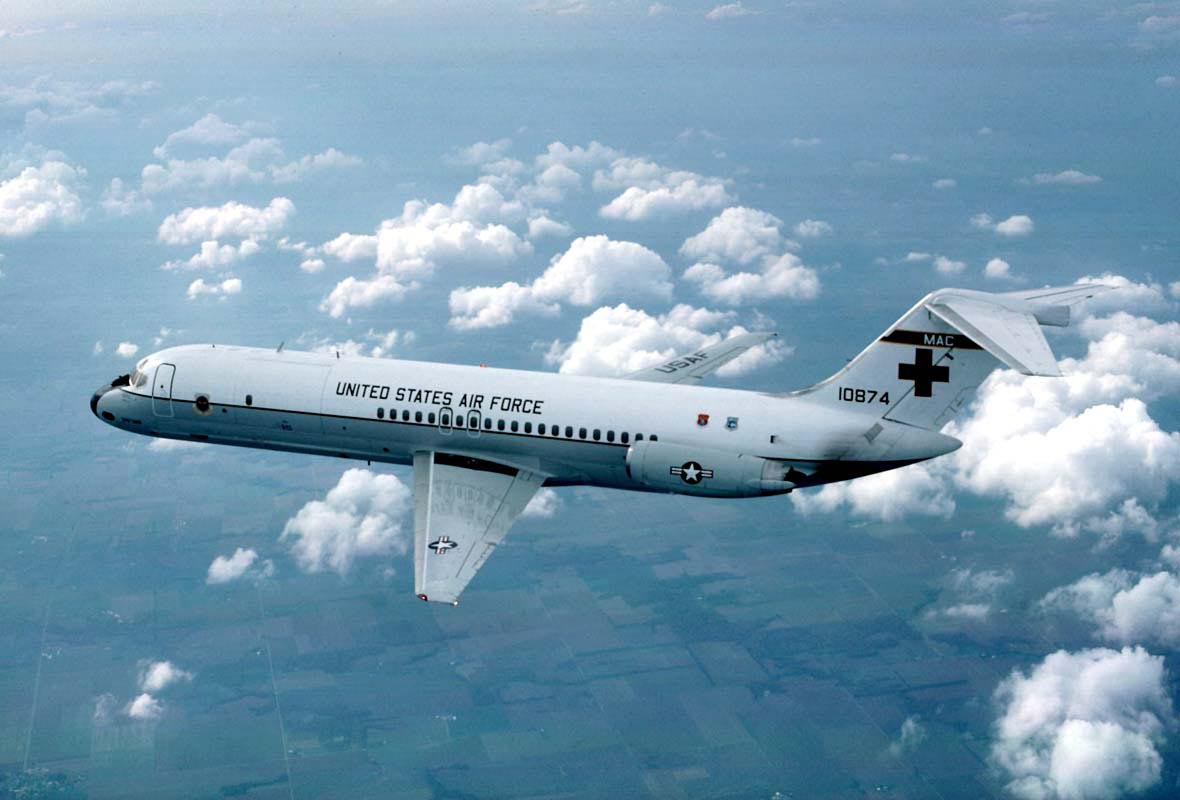
C-9 Nightingale wojskowa wersja DC-9

- Davis-Douglas Cloudster – jeszcze jako Davis-Douglas
- DT-1 (1921)
- DWC (1923)
- O-2 (1924)
- C-1 (1925)
- M-1 (1925)
- Commuter (1926) – prototyp
- T2D (1927)
- BT-1/BT-2 (1930)
- Dolphin (1930)
- O-31 (1930)
- B-7/O-35 (1931)
- XT3D (1931)
- XFD (1932) – pierwszy myśliwiec Douglasa
- DC-1 (1933)
- DC-2 (1934)
- XO2D (1934)
- B-18 Bolo (1935)
- DC-3 (1935)
- C-47 Skytrain (1935)
- TBD Devastator (1935)
- DB-7 Boston/A-20 Havoc (1938)
- SBD Dauntless (1938)
- B-23 Dragon (1939)
- DC-4 (1939)
- DC-5 (1939)
- XB-19 (1941)
- A-26 Invader (1941)
- C-54 Skymaster (1942)
- BTD Destroyer (1943)
- XB-42 Mixmaster (1944)
- A-1 Skyraider (1945)
- C-74 Globemaster (1945)
- XB-43 (1946)
- DC-6 (1946)
- Cloudster II (1947) – prototyp
- D-558-1 Skystreak (1947)
- D-558-2 Skyrocket (1948)
- F3D Skyknight (1948)
- C-124 Globemaster II (1949)
- A2D Skyshark (1950)
- F4D Skyray (1951)
- A-3 Skywarrior (1952)
- X-3 Stiletto (1952)
- A-4 Skyhawk (1954)
- B-66 Destroyer (1954)
- DC-7 (1953)
- F5D Skylancer (1956)
- C-133 Cargomaster (1956)
- F6D Missileer (1958)
- DC-8 (1958)
- DC-9 (1965)

### Pociski rakietowe i rakiety kosmiczne
- Roc I
- AAM-N-2 Sparrow I (1948)
- AIR-2 Genie (1956)
- MGR-1 Honest John – pierwszy rakietowy pocisk ziemia-ziemia z głowicą jądrową w arsenale Stanów Zjednoczonych.
- PGM-17 Thor – pierwszy amerykański balistyczny pocisk rakietowy.
- Delta – rodzina kosmicznych rakiet nośnych.
- Saturn S-IVB – rakieta nośna służąca jako trzeci stopień rakiety Saturn V lub drugi stopień rakiety Saturn IB.